# Birra di frumento

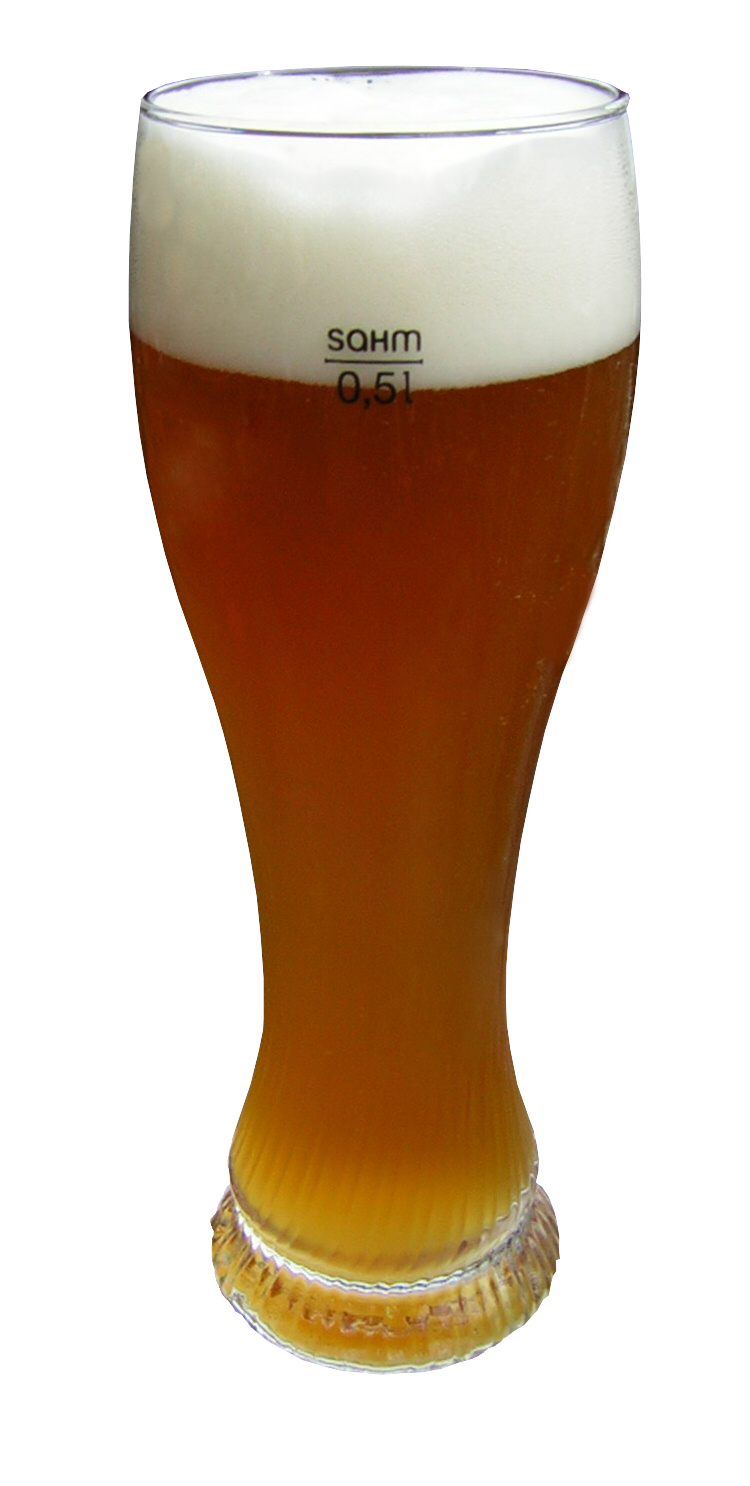
La caratteristica birra di frumento tedesca.

Il nome birra di frumento è usato per indicare un'ampia famiglia di birre prodotte dalla fermentazione del grano, sempre misto a malto d'orzo; si distinguono per la loro leggera cremosità, il sapore dolciastro e la spiccata nota acida.
Solitamente sono ad alta fermentazione, ovvero appartengono alla famiglia delle ale; in particolare in Germania lo devono essere per legge.
Sono talvolta chiamate "birre bianche", ma non a causa del loro colore, che è anzi spesso di un biondo opaco (principalmente dovuto alle parti di lievito in sospensione), ma a causa della schiuma che si genera durante la fermentazione.
Mentre l'orzo è sempre maltato, il frumento può essere maltato oppure non maltato: questa peculiarità è alla base della differenza tra la "weiss" tedesca e la "blanche" belga (si veda sotto).

## Germania
Le birre di frumento tedesche vengono dette solitamente birre Weiss o weizen e sono solitamente non filtrate ad alta fermentazione e con un contenuto di frumento, fissato per legge, non inferiore al 50%. Il termine Weizenbier significa in lingua tedesca "birra di frumento", ma è anche in uso, soprattutto in Baviera (regione tedesca) il termine Weißbier o Weissbier ("birra bianca"). Il bicchiere in cui vengono servite (tipicamente da 0,5l) è caratteristico e non si usa mai il classico boccale da birra ma uno particolarmente alto, largo alla bocca, stretto ai fianchi e leggermente più largo alla base.
Come ricordato, nelle Weizen tedesche il grano è sempre maltato così come la frazione di orzo. 
Caratteristica tipica delle weizen, specie la weiss, è l'aroma fruttato di banana e speziato di chiodo di garofano (elementi cagionati dal particolare ceppo di lievito).
Le principali varianti sono:

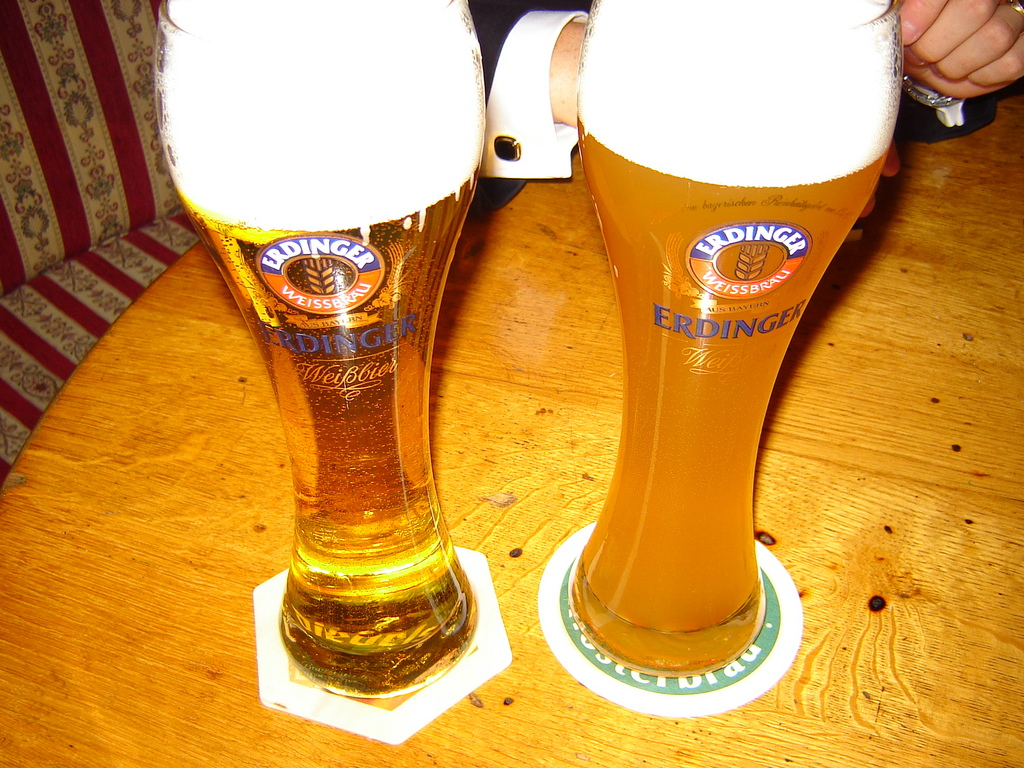
Una Kristallweizen (sinistra) e una Hefeweizen (destra) a confronto.

- Hefeweizen: la versione "pura", una bionda torbida in cui il lievito in sospensione non viene filtrato (Hefe significa appunto "lievito").
- Kristallweizen: la birra viene filtrata, conferendole un colore più cristallino; è spesso servita con una fetta di limone[3] e talvolta chicchi di riso[4].
- Dunkelweizen: è la versione come birra scura (dunkel in tedesco).
- Weizenstarkbier: è la variante con maggior contenuto alcolico.
- Weizenbock: variante fermentata con la tecnica bock.
- Weizendoppelbock: variante fermentata con la tecnica doppelbock.
- Weizen-eisbock: una weizendoppelbock fermentata a freddo.
- Leichtes Weizen: versione leggera, con un ridotto contenuto alcolico.

La Hefeweizen, senza dubbio la variante più nota, è stata esportata in molte parti del mondo, tuttavia vi sono grandi differenze rispetto alla versione originaria, ad esempio negli Stati Uniti contiene meno grano e più orzo, ed è spesso servita con una fetta di limone o d'arancia.
In Germania (ora anche in altri stati europei) sono da tempo diffuse, in particolari nei microbirrifici, le Weizen con una percentuale di altro cereale (maltato, raramente crudo): avena e farro sono i più utilizzati.

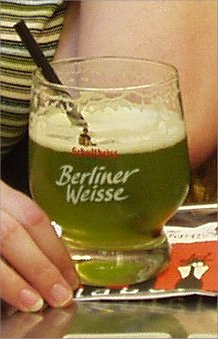
Una Berliner Weiße insaporita con asperula.

Tra le weisse tedesche più diffuse vi sono:
- Erdinger Weissbier;
- Franziskaner del birrificio Spaten;
- Weihenstephaner Hefeweizen;
- Hefe Weisse del birrificio Paulaner;
- Oberdofer Weissebier;
- Ayinger Bräu-Weisse;
- Allgäuer Fürsttabt Hefeweizen;
- Kapuziner Weisse;
- Weltenburger Kloster Hefeweizen;
- Tucher Weizen;
- EKU Weizen;
- Prinz Regent Luitpold Weissbier;
- Falkenturm Hefeweizen;
- Hopt Weisse;
- HB Hofräu Weisse mit Hefe.

Tra le weisse tedesche ambrate vi sono:
- Schneider Weisse;
- Maisel's Weisse;
- Unerti Mühldofer Weissbier.

Vi sono anche, seppure meno diffuse, delle weisse chiarificate e filtrate, tradizionalmente note come kristalweizen, tra cui:
- Kapuziner Kristall;
- Weihenstephaner Kristall;
- Kaiserdom Kristall;
- Franziskaner Kristall del birrificio Spaten.

Tra le weizen dunkel vi sono:
- Weihenstephaner Hefe Dunkel;
- Franziskaner Dunkel;
- Erdinger Weissbier Dunkel
- Bürgerbräu Weizen Dunkel;
- Riedenburger Dunkel Weisse.

Tra le weizenbock vi sono:
- Aventinus;
- Pikantus.

### Berliner Weiße
La "bianca di Berlino" è, come dice il nome, una varietà di Weizenbier prodotta nell'area di Berlino; è piuttosto leggera (circa 3% di alcol) e di sapore relativamente acido (dovuto alla presenza di lieviti selvaggi durante la fermentazione), e viene tipicamente servita in un ampio calice, a una temperatura tra gli 8° e i 10°, con una cannuccia. Per attenuare il sapore acidulo, viene tipicamente insaporita con estratti di lampone, limone o Waldmeister, un preparato a base di asperula.

### Gose
La Gose è una varietà di birra originaria di Goslar che è oggi una delle birre più tipiche di Lipsia; è fermentata da un composto di frumento, coriandolo e sale, e vi vengono aggiunti fermenti lattici durante la fermentazione.

La Gose era un tempo prodotta solo in 3 birrifici, adesso, seppur sia uno stile di birra con un mercato molto basso, è prodotta in vari posti. 

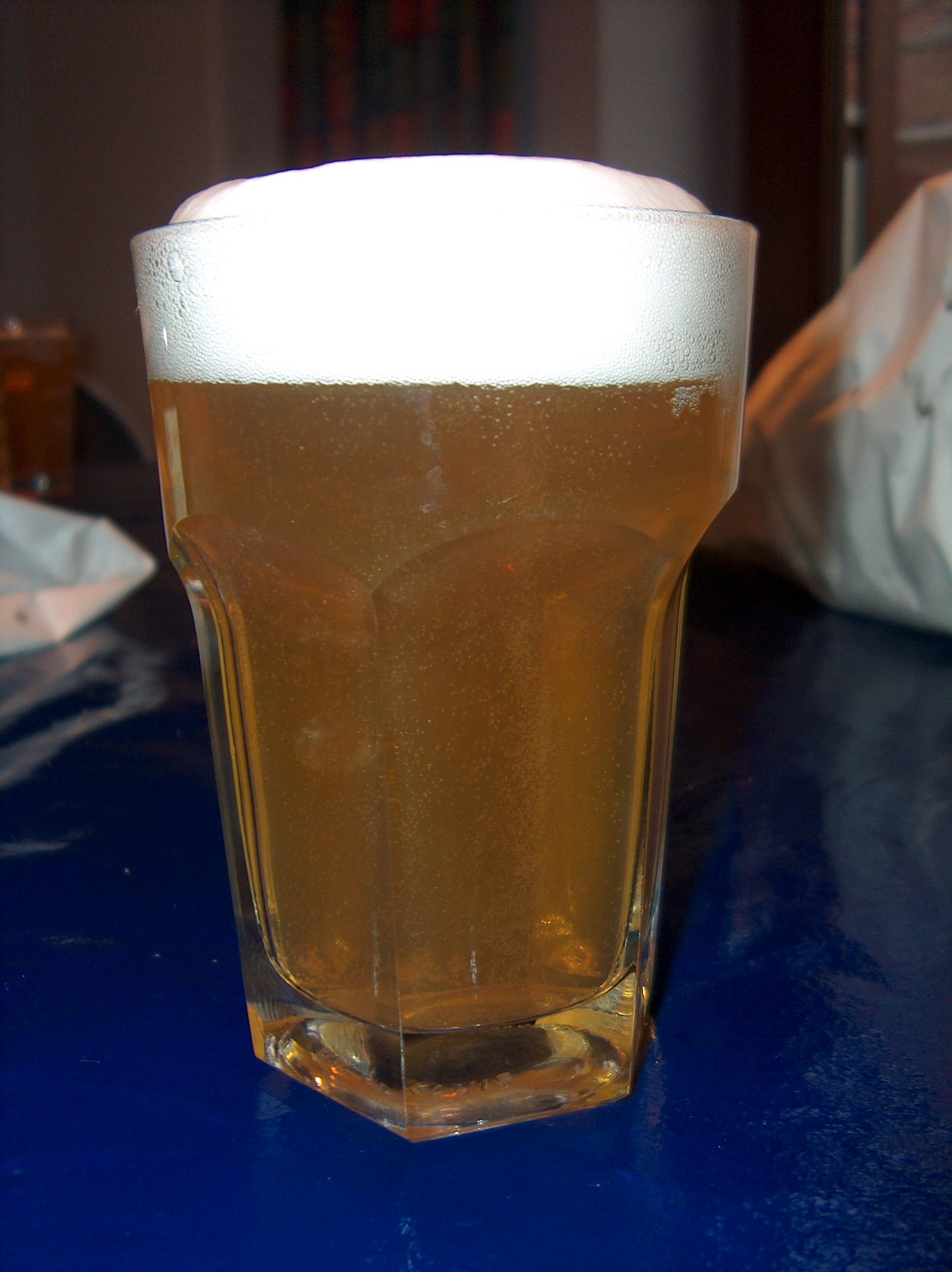
Un bicchiere di witbier.

## Belgio
La bière blanche (in lingua francese) o witbier (in lingua olandese), traducibile in entrambi i casi come "birra bianca", è prodotta principalmente in Belgio, ma anche nel Nord-Est della Francia e nei Paesi Bassi.
La differenza saliente rispetto alle Weissbier o Weizenbier risiede nel largo uso di frumento non maltato (fino al 50% del totale dei grani) anziché del frumento maltato utilizzato nelle corrispondenti tedesche.
È prodotta seguendo in parte la tradizione medievale, in cui anziché usare il luppolo (oltretutto vietato nell'antica legge francese) si ricorreva a una mistura di erbe e spezie note in olandese come gruut: nella ricetta moderna questo è composto di coriandolo, arancia, arancia amara e luppolo. Questa mistura conferisce alla birra un sapore più fruttato e acidulo del corrispondente tedesco, e risulta molto rinfrescante d'estate; inoltre la birra subisce una seconda fermentazione nella bottiglia.
A differenza della cugina tedesca, viene prodotta utilizzando frumento non maltato e spesso avena, ed è generalmente servita in bicchieri più bassi e tozzi rispetto a quelli alti e stretti delle weizen tedesche.
Un'altra birra belga, il Lambic, può essere considerata una birra di frumento ma non una witbier, perché prodotta per fermentazione spontanea.